# Bastian Fleig

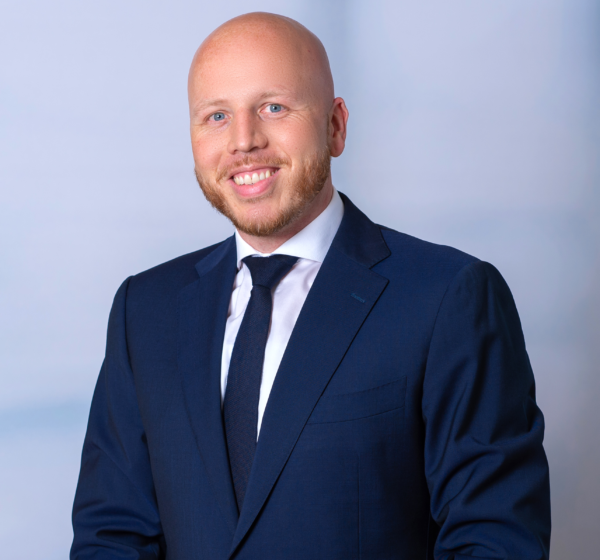
Bastian Fleig (2020)

Bastian Fleig (* 2. Januar 1982 in Backnang) ist ein deutscher politischer Beamter (SPD), Gewerkschafter und ehemaliger Hip-Hop-Künstler. Er ist seit Juni 2025 Leiter der Zollabteilung im Bundesministerium der Finanzen im Amt eines Ministerialdirektors.

## Biografie

### Familie, Ausbildung und Beruf
Fleig studierte Politische Wissenschaft und Öffentliches Recht an der Universität Heidelberg und an der Freien Universität Berlin. Während des Studiums trat er als Hip-Hop-Künstler auf und arbeitete dabei u. a. mit dem Hip-Hop-Label von Moses Pelham zusammen, das auch Künstler wie Xavier Naidoo und Cassandra Steen unter Vertrag hatte. Zusammen mit DJ Sean veröffentlicht er das Album Goldstandard, auf dem unter anderem auch Cora E gefeatured wurde. Das bei dem Label DJ Honda Recordings im November 2009 veröffentlicht Album umfasst vierzehn Stücke.
Während seines Studiums arbeitete er auch für den SPD-Politiker Christian Lange. Nach dem Abschluss als Diplom-Politologe und Stationen u. a. als Wissenschaftlicher Mitarbeiter im Bundestag sowie als Redenschreiber für den SPD-Spitzenkandidaten zur Landtagswahl 2011, Nils Schmid, arbeitete er im Ministerium für Finanzen und Wirtschaft des Landes Baden-Württemberg. Hier war er zunächst als Referent für Grundsatzfragen tätig, ab Februar 2014 als Leiter der Presse- und Öffentlichkeitsarbeit. In dieser Funktion war er auch stellvertretender Regierungssprecher.
Im Oktober 2016 wechselte er für dreieinhalb Jahre zum Vorstand der IG Metall, wo er als Leiter Strategische Kommunikation und Chef vom Dienst des Newsrooms die Öffentlichkeitsarbeit der Gewerkschaft neu ausrichtete. Von April 2020 bis November 2021 arbeitete Bastian Fleig als Geschäftsführer der SPD-Fraktion im Hessischen Landtag. Mit der Ernennung von Nancy Faeser zur Bundesministerin des Innern und für Heimat im Dezember 2021 übernahm Fleig die Leitung der Abteilung Leitung, Planung und Kommunikation im Ministerium. Nach dem Regierungswechsel im Mai 2025 holte ihn Finanzminister Lars Klingbeil ins Bundesministerium der Finanzen, wo er die Abteilung III (Zoll, Umsatzsteuer, Verbrauchsteuern) leitet. Er ist Mitglied im Kuratorium der Deutsche Gesellschaft für Internationale Zusammenarbeit.
Fleig ist verheiratet mit der Schauspielerin, Kabarettistin und Sängerin Dalila Abdallah. Das Paar hat eine Tochter und lebt in Frankfurt.

### Ehrenämter
Fleig ist Mitglied im geschäftsführenden Vorstand des hessischen Kulturforums der Sozialdemokratie.

## Diskografie
- DJ Sean & Bastian Fleig: Goldstandard[16]